# Isotopes Park
O Isotopes Park é um estádio localizado em Albuquerque, Novo México, Estados Unidos, possui capacidade total para 13.500 pessoas, é a casa do time de beisebol Albuquerque Isotopes da liga menor Pacific Coast League e do time de futebol New Mexico United da USL Championship, o estádio foi inaugurado em 2003.